# Магічна сімка (Лондон)
Магічна сімка (англ. Magnificent Seven) — збірна назва для позначення семи цвинтарів, які використовувалися мешканцями Лондона у XIX столітті.

## Історія
За перші п'ятдесят років XIX століття населення Лондона збільшилося більш як удвічі — від 1 млн до 2,3 млн осіб. В той же час поховання в Лондоні проводилися на маленьких церковних цвинтарях, які швидко стали небезпечними через переповнювання, що могло призвести до потрапляння продуктів розкладання до системи водопостачання і спричинити епідемії. Поширювалися історії про те, що при створенні нових могил, які рилися на місці вже наявного поховання, тіла з цих поховань падали просто в щойно побудовану каналізаційну систему.

## Цвинтарі
У 1832 році парламент Великої Британії ухвалив законопроєкт, що заохочує створення приватних цвинтарів за межами Лондона, а пізніше ухвалив законопроєкт про остаточне закриття для поховань усіх внутрішніх церковних дворів Лондона. Впродовж наступного десятиліття було створено сім цвинтарів — «Магічна сімка», побудованих на околицях міста:
- Кенсал-Ґрін, 1832
- Вест-Норвудський цвинтар, 1836
- Гайґейтський цвинтар, 1839
- Цвинтар парку Ебні[en], 1840
- Нангедський цвинтар[en], 1840
- Бромптонський цвинтар, 1840
- Цвинтар Тавер-Гемлетс[en], 1841.

Нині цвинтарі переповнені, і на них не проводяться нові поховання. Усі цвинтарі знаходяться на різних рівнях збереженості, і є місцями паломництва для туристів.

## Світлини
Вхідні брами

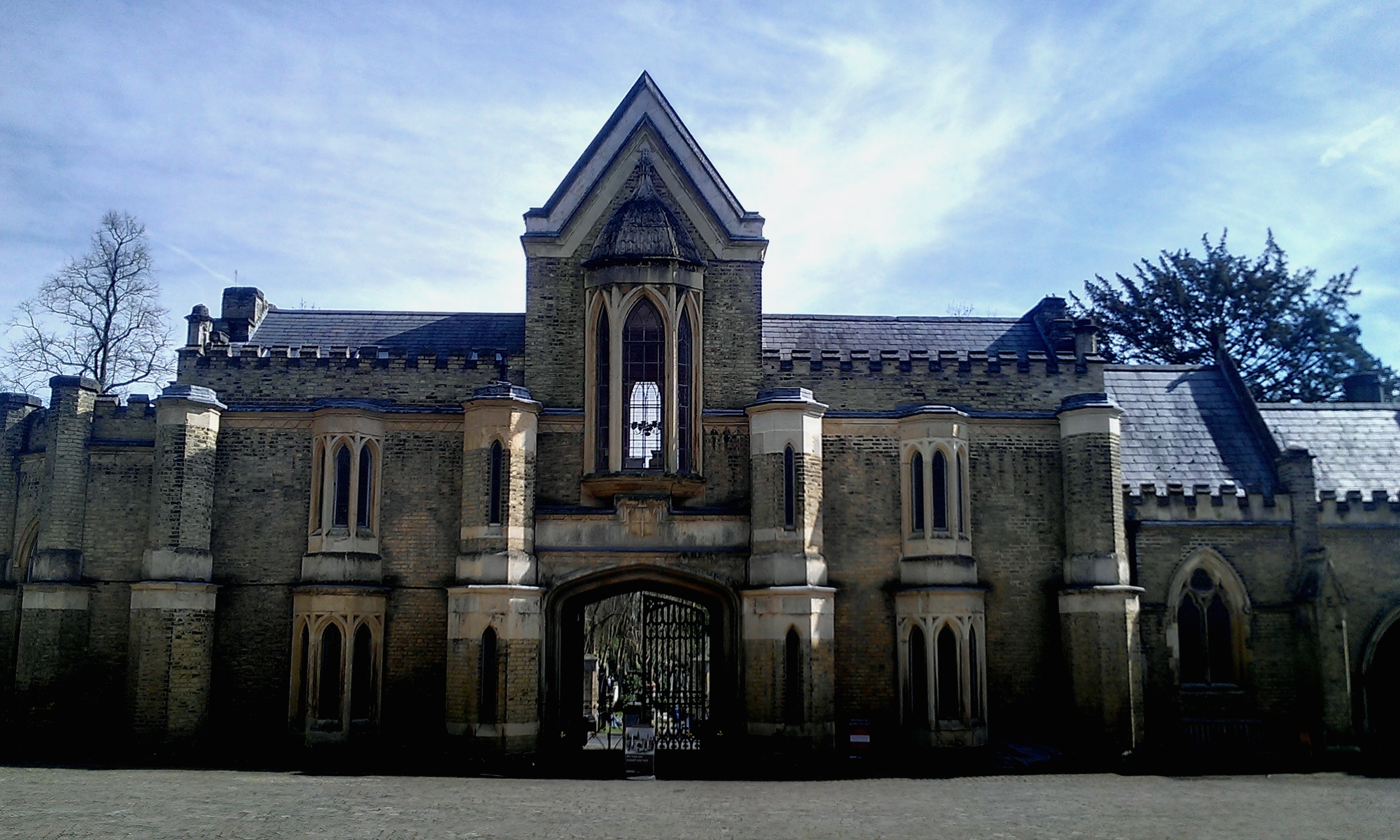
Гайґейтського цвинтаря
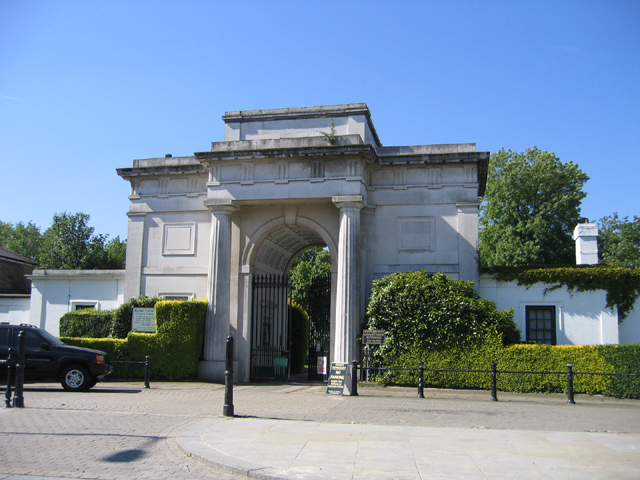
Цвинтаря Кенсал-Ґрін
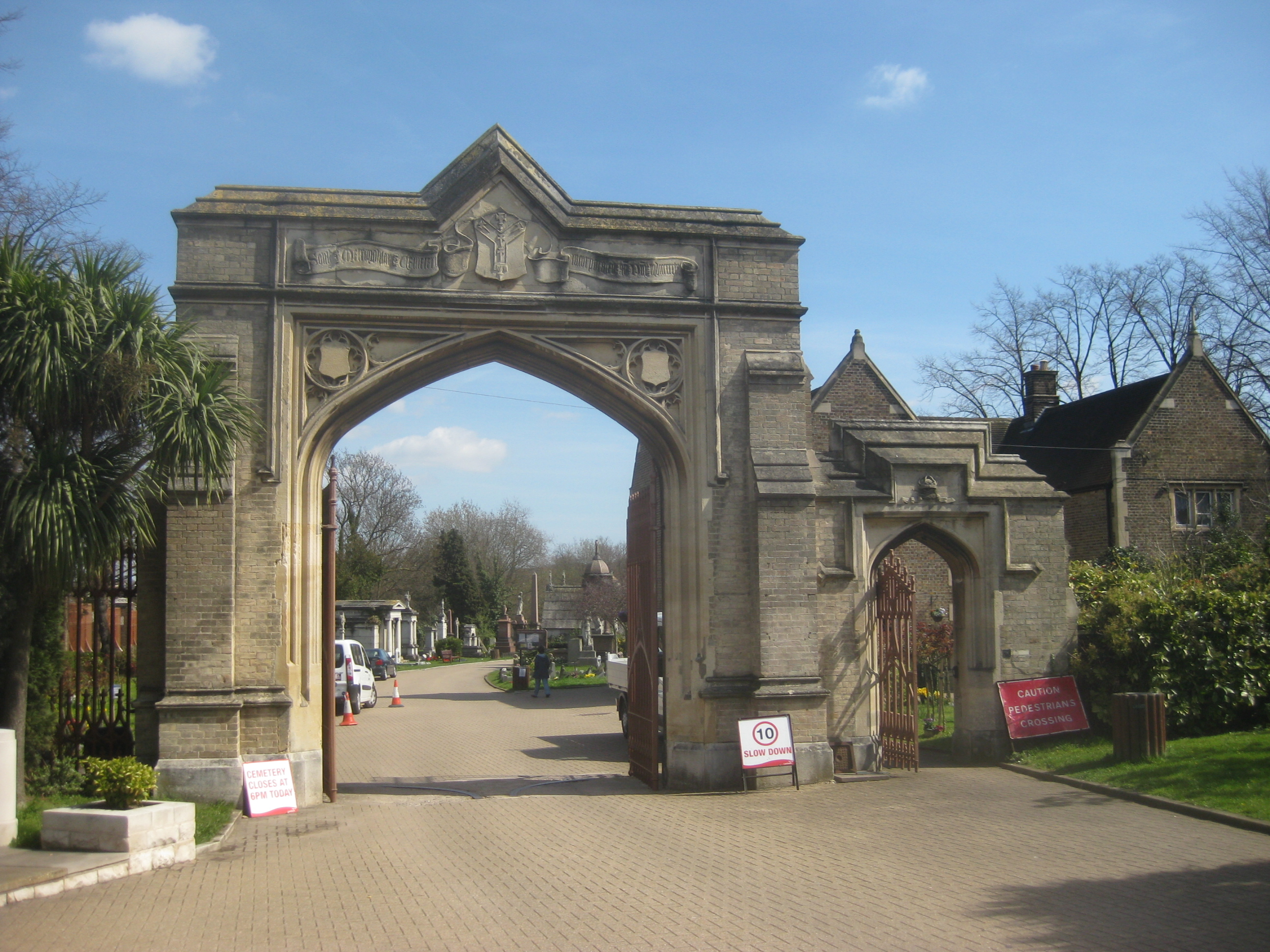
Вест-Норвудського цвинтаря
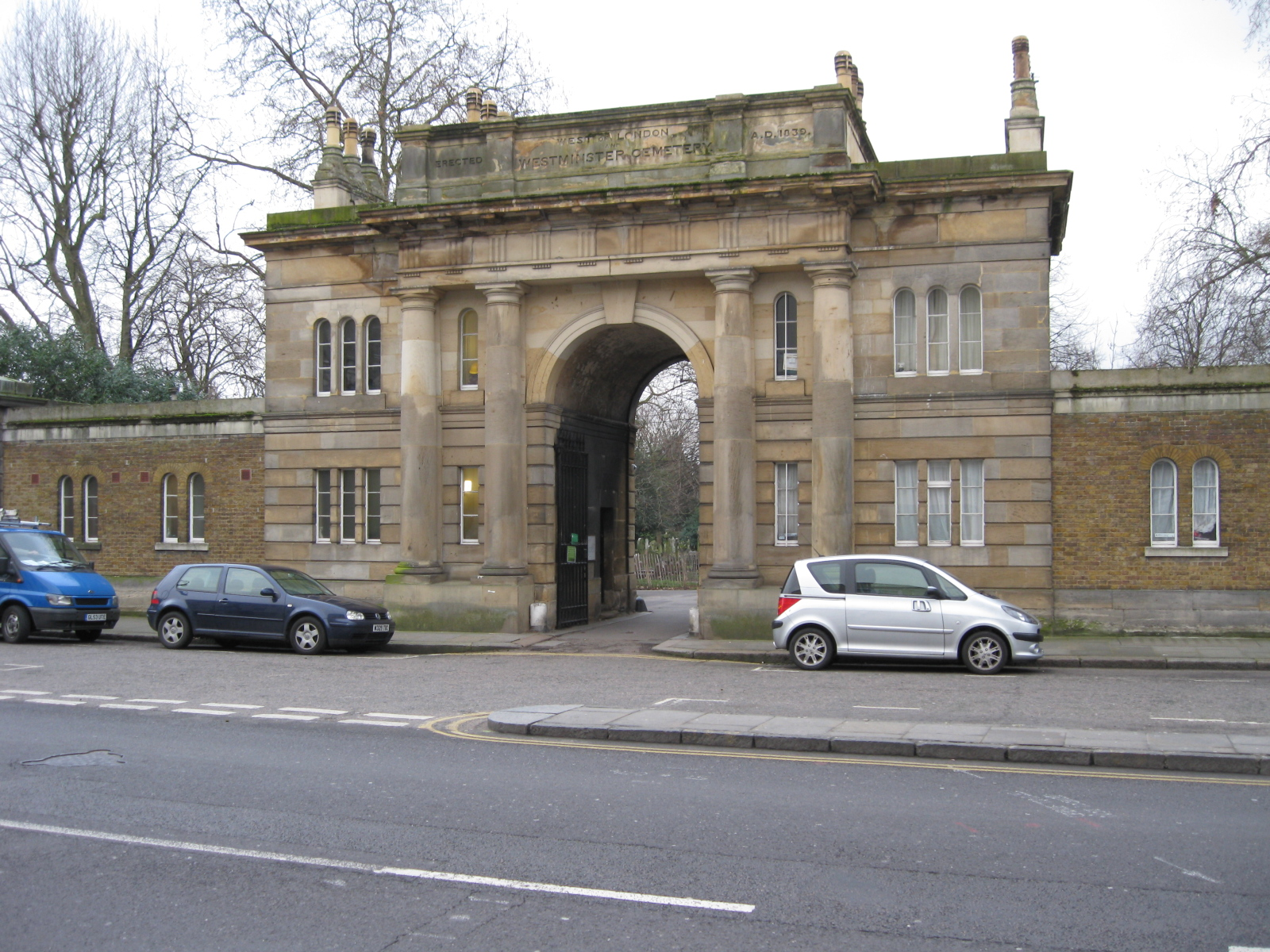
Бромптонського цвинтаря
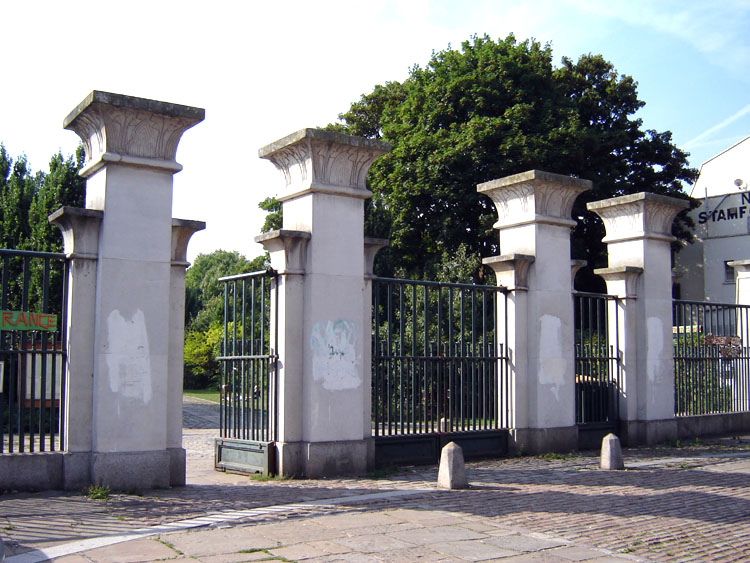
Цвинтаря парку Ебні
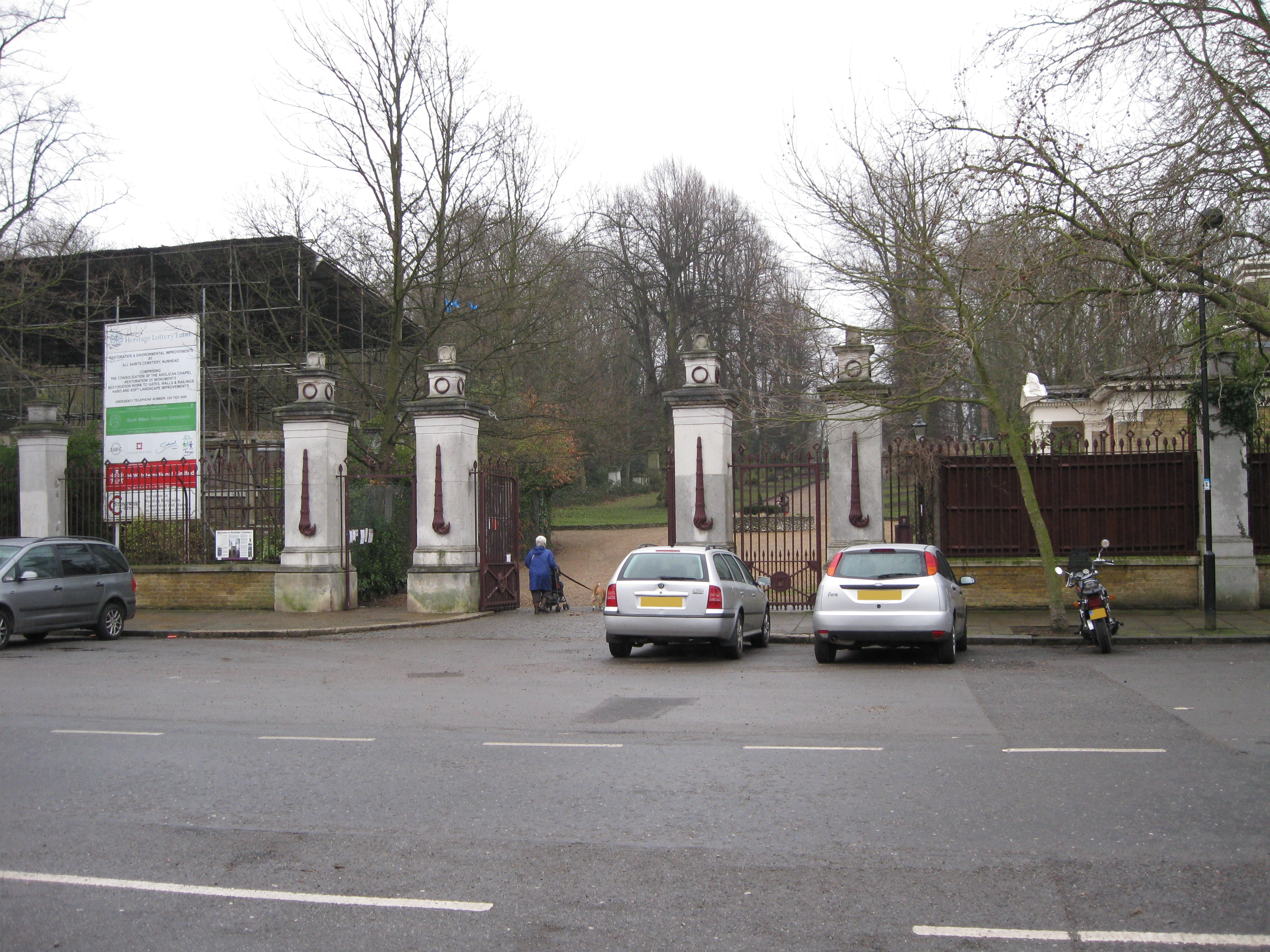
Нангедського цвинтаря